# Rafael Aguilar Guajardo
Rafael Aguilar Guajardo, né en 1950 et mort assassiné le 12 avril 1993 à Cancún (Mexique), est un narcotraficant mexicain, membre de la Dirección Federal de Seguridad et cofondateur du cartel de Juárez.
Aguilar Guajardo est le bras droit de Pablo Acosta Villarreal jusqu'à la mort de ce dernier en 1987 au cours d'une opération de la police fédérale mexicaine, appuyée par le FBI, ce qui permet à Rafael de lui succéder à la tête du cartel. Il fait d'Amado Carrillo Fuentes son second. En juin 1992, il échappe de peu à la capture lors d'un raid de la police dans sa vaste demeure fortifiée de Ciudad Juárez. Une autre résidence lui appartenant est saisie à Acapulco.
En avril 1993, malgré la pression des autorités, Rafael Aguilar Guajardo passe ses vacances en famille à Cancún, dans un hôtel de luxe. Le 12 dans l'après-midi, au retour d'une excursion sous-marine, il est abattu par trois hommes armés. Au cours de la fusillade, sa femme Maria Teresa Delgado Varela et son fils de onze ans sont blessés. Une touriste américaine, Georgina Knafel, originaire du Colorado, est tuée par des balles perdues.
Amado Carrillo Fuentes, considéré comme le commanditaire de l'attentat, prend sa place en tant que chef du cartel de Juárez.

## Dans la culture populaire
Dans la série Narcos: Mexico, il est interprété par l'acteur mexicain Noé Hernández (es).